# Лексус (пранкер)
Ле́ксус (настоящее имя — Алексе́й Влади́мирович Столяро́в; род. 16 сентября 1987, Свердловск, РСФСР, СССР) — российский пранкер, работающий в жанре «пранк-журналистики».
Известность Лексусу принесли записи с такими персонами, как Пётр Порошенко, Реджеп Тайип Эрдоган, сенатор США Джон Маккейн, генсек НАТО Йенс Столтенберг, Михаил Горбачёв, Игорь Коломойский, Виталий Кличко, Элтон Джон и многие другие политики и звёзды шоу-бизнеса.
Высказывались предположения, что Столяров, совместно со своим напарником по пранкам Вованом, связан с ФСБ, однако сами пранкеры это отрицают.

## Биография
Родился в 1987 году в Свердловске (ныне Екатеринбург). По образованию экономист и юрист.

### Деятельность
Пранком начал заниматься с начала 2000-х годов, первоначально специализировался на «народных» жертвах телефонных хулиганств, участвовал во многих «походах» на их адрес. В 2004 году основал главный пранк-сайт России — Prank.ru (в 2021 году прекратил свое существование). Помимо пранка увлекался также рок-музыкой и пел в екатеринбургской группе «Неоновый город» (ныне прекратила существование). Политическим пранком начал заниматься с 2012 года в период проведения предвыборной президентской гонки, записав несколько разоблачительных материалов с Борисом Березовским и его соратниками на тему финансирования оппозиции и митингов на Болотной площади (см.Протестное движение в России (2011—2013)).
В 2014 году сконцентрировался на украинской тематике c пранкером Вованом. Так появился розыгрыш с губернатором Днепропетровской области Игорем Коломойским и Дмитрием Ярошем, в котором Лексус взял на себя роль «народного губернатора Донбасса» Павла Губарева, На пранк ушло 2 месяца, в результате которого были вскрыты «все внутренние политические и коррупционные проблемы Украины». В течение разговора удалось понять, как «обстоят дела с назначением губернаторов на посты, согласование минских соглашений, отвод батальонов территориальной обороны». Видеосериал собрал более миллиона просмотров на YouTube почти под каждой серией.
Устраивал «теледиверсию» в известном ток-шоу Савика Шустера, где полчаса играл роль российского военнослужащего перед аудиторией. В 2015 году приезжал в Донецк вместе с драматургом Андреем Крупиным для сбора материалов для спектакля про Войну в Донбассе. В 2015 году осенью дуэт записал скандально известный звонок Элтону Джону от имени Владимира Путина и Дмитрия Пескова. В Кремле розыгрыш оценили, после чего сам президент связался с Элтоном Джоном и попросил не обижаться на «телефонных ребят». В том же 2015 году Вован и Лексус помогли правоохранительным органам Республики Крым установить личности организаторов и исполнителей энергоблокады Крыма, благодаря телефонным разговорам с представителями крымскотатарского Меджлиса.
С октября по ноябрь 2015 года вместе с Вованом вёл программу на радиостанции «Комсомольская правда» под названием «Телефонные ребята», в котором было отражено высказывание Владимира Путина.
В 2016 году появляются записи с Реджепом Эрдоганом, в котором раскрывается его отношение к президенту Путину и российской операции в Сирии. Весной 2016 года Вовану и Лексусу удалось убедить прекратить голодовку украинскую лётчицу Надежду Савченко, отправив письмо её адвокату Марку Фейгину от имени президента Украины Петра Порошенко.
С апреля по декабрь 2016 года являлся соведущим пранк-шоу «Звонок» на НТВ.
В ноябре 2016 года позвонил президенту Украины Петру Порошенко от имени президента Киргизии Алмазбека Атамбаева и провёл с ним 40-минутный разговор. Порошенко сообщил о своих взглядах на ситуацию в Донбассе, в Крыму, об отношении к Путину и о желании переоформить свою кондитерскую фабрику на российского гражданина в Липецкой области. Изначально президент Украины принял Лексуса за настоящего президента Киргизии и даже выложил новость о состоявшемся разговоре на свой официальный сайт, однако убрал на следующий день. Многие СМИ заметили, что за день до разговора пранкер интересовался специалистами по Киргизии в своей социальной сети. Звонок был выложен в сеть 17 ноября. После публикации пресс-секретарь украинского президента обвинил пранкеров в работе на спецслужбы России.
В феврале 2017 года пранкер позвонил генеральному секретарю НАТО Йенсу Столтенбергу от имени украинского президента и обсудил планы по вступлению Украины в военный альянс. В этом же месяце позвонил ряду американских конгрессменов от лица премьер-министра Украины Владимира Гройсмана. Наиболее громкими оказались записи с представителем палаты представителей США Максин Уотерс, которая поверила в заявления лже-Гройсмана о том, что русские хакеры «взломали систему выборов в Лимпопо и установили режим своей марионетки Айболита» и сенатором США Джоном Маккейном, который сообщил, что введения новых санкций в отношении России на данный момент времени — затруднительны. Пресс-секретарь президента РФ Дмитрий Песков прокомментировал разговор с Уотерс: «Мы очень высоко ценим тот факт, что до сих пор никому не пришло в голову обвинять в этом Кремль. Это уже свидетельствует о некотором просветлении. Но это, конечно же, шутка».
В июле 2017 года вместе с пранкером Вованом Лексус разыграл министра энергетики США Рика Перри. В телефонном разговоре от имени премьер-министра Украины Владимира Гройсмана пранкеры сообщили о том, что президент Украины Пётр Порошенко разработал новый вид биотоплива на основе самогона и навоза.
В 2017 году после убийства в Анкаре российского посла Андрея Карлова Лексус решил отправиться в Анкару, чтобы сделать на месте его гибели граффити с его изображением. Причём это было уже сделано после известного звонка президенту Эрдогану от имени украинского руководства. В итоге в Турции в Анталии было изображено два граффити с портретами посла и погибшего в Сирии лётчика Олега Пешкова.
В 2017 году совместно с коллегой Вованом написал книгу «По ком звонит телефон».
После презентации книги в Донецке был помещён на украинский сайт «Миротворец» в качестве пособника самопровозглашённой ДНР.
В 2018 году исполнитель Владимир Кузьмин записал композицию «Биномо» по мотивам пранка с постпредом США в ООН Никки Хейли, где спел о несуществующем острове, который по легенде подвергался российской агрессии.
В марте 2022 года Лексус и Вован позвонили министру обороны Великобритании Бену Уоллесу и представились украинским премьером Денисом Шмыгалем. Пранкеры спросили у министра, поддержит ли Лондон «ядерную программу Киева». Тот ответил, что России это очень не понравится, но пообещал обсудить вопрос с Борисом Джонсоном.
В июне 2022 года Вован и Лексус разыграли писательницу Джоан Роулинг от имени Владимира Зеленского. Пранкеры спросили у писательницы, может ли она сменить форму шрама Гарри Поттера с молнии на украинский трезубец, а причёску героя — на чуб в запорожском стиле. Роулинг пообещала изучить этот момент.
В ноябре 2023 года, на интервью с итальянским журналистом, относительно его с Вованом успеха, Лексус сказал: «Социальным достижением можно назвать то, что в прошлом году мы пообщались со всеми участниками Минских соглашений, узнали зачем эти Минские соглашения были подписаны и, в результате этого, реплики наших собеседников попали в учебники по истории России».
13 декабря 2023 года Вован и Лексус под видом бывшего министра культуры Украины Александра Ткаченко поговорили с проживающим за пределами России писателем Борисом Акуниным, который заявил, что «готов помочь Киеву». Аналогичный разговор у этих пранкеров был и с писателем Дмитрием Быковым. После этого издательство «АСТ», торговая сеть «Читай-город» и интернет-сервис «Литрес» заявили, что прекращают распространение книг Бориса Акунина и Дмитрия Быкова в связи с их общественно-политической позицией, а депутат Госдумы РФ Андрей Гурулёв в эфире ток-шоу Владимира Соловьёва назвал Акунина «врагом» и призвал его уничтожить: «его не должно быть на этом свете».
26 июня Вован и Лексус опубликовали запись видеозвонка с главой МИД Великобритании Дэвидом Кэмероном, где общались с ним от лица бывшего президента Украины Петра Порошенко. В ходе беседы экс-премьер министр сообщил, что Украину на ближайшем саммите НАТО не пригласят в Северо-атлантический альянс из-за того, что США против этой идеи. Он раскритиковал потенциальный план Франции по отправке своих военных на Украину, потому что они станут мишенью для Владимира Путина. Рассказал об опасениях главы МИД Казахстана, что Астана опасается, что Россия хочет северную часть страны, где проживает много этнических русских.

## Мнения
Популярный российский журналист и телеведущий Михаил Кожухов критически высказывался о пранкерах Воване и Лексусе. После участия с ними в программе государственного телеканала «Звезда» «Особая статья» он заявил, что «экспертное мнение этих самых Вована с Лексусом — позор профессии, к которой я имею отношение».
В 2017 году спецпредставитель США по Украине Курт Волкер, разыгранный пранкерами высказывался о них так: «Действительно, такой звонок был, и я должен признать: у них прекрасное чувство юмора. Некоторые вопросы, которые они мне задали, то, как они мне их задавали, — это было достойно восхищения».
Российский журналист Игорь Яковенко считает, что пранк — это настоящее телефонное хулиганство, при этом в отличие от обычного хулигана пранкер находится в безопасности, ничем не рискуя. В свете появления пранкеров в качестве ведущих и гостей на телепередачах он характеризует Вована и Лексуса как «двух подонков, которые, смакуя детали, рассказывали миллионам телезрителей, как они совершали многочисленные правонарушения, подпадающие под статью 20.1 КоАП РФ».

## Личная жизнь
В выпуске программы Дениса Арапова «Специальный репортаж» «Позвони мне» на телеканале «Россия 24» от 3 октября 2015 года было озвучено, что у Алексея Столярова «есть семья, живёт на два города». Из заметки на сайте журнала «Москвич Mag» от 31 января 2023 года: «Я живу на два города — Екатеринбург, где вырос, и Москву».

## Награды
- Орден Дружбы (03.07.2024)[57]